# Резиновый надувной планёр
Резиновый надувной планёр — планёр, конструкция которого выполнена из надувных резиновых элементов.

## Надувные планёры вСССР
Надувные планёры с резиновыми элементами конструкции (включая лонжероны крыла) с 1934 года разрабатывались в КБ П. И. Гроховского. Было изготовлено три типа таких планёров: индивидуальное крыло, планёр с элементами управления (передан в МАИ), планёр массой около 50 кг конструкции Малыныча («X съезд ВЛКСМ»). Планёр Малыныча был изготовлен на заводе «Красный треугольник» и испытан в 1935 году на базе Ленинградского аэроклуба.